# مثبت الخلية البدينة

كرومُولين

نيدوكروميل

 مُثبِّتات الخَليَّة البَدينة (بالإنجليزية: Mast cell stabilizers)‏ هي أدوية كرومونيَّة تُستَخدم لمنع أو التحكُّم باضِّطرابات تحسُّسيَّة مُحدَّدة. بحيث تحجُب زوال حبيبات الخليَّة البدينة مُثَبِّتةً الخليَّة وبذلك تمنع تحرُّر الهِستامين والوسائِط الأخرى. يُرَجَّح أنَّ الآليَّة الديناميكيَّة الدَّوائيَّة تقوم على أساس حجب قنوات الكالسيوم المُنظَّمة بالغلوبولين المناعي E؛ فبدون الكالسيوم داخل الخلويّ لا تستطيع حُوَيْصِلات الهِستامين الاندماج بغلاف الخليَّة وزوال الحُبيبات.
تُستعَمل كمِنشَقات لعلاج الرَّبو وبخَّاخات أنفيَّة لعلاج حُمَّى القش (التهاب الأنف التحسُّسي) وكقطرات عينيَّة لعلاج التهاب المُلتحِمة التحسُّسي، وأخيرًا تستعمل بشكلها الفمويّ لعلاج الحالات النَّادِرة من كثرة الخلايا البدينة.

## أمثلة
من أدوية مُثبِّتات الخَليَّة البَدينة:
- مُضاهئات بيتا-2 الأدرنجيَّة
- حمض كروموغليسك
- كيتوتيفين
- زانثينات[بحاجة لمصدر]
- أولوباتادين
- ميبوليزوماب
- أوماليزوماب
- بيميرولاست
- كيرسيتين
- نيدوكروميل
- أزيلاستين
- ترانيلاست
- فيتامين د[3]